# 1821 en Italie
Chronologie de l'Italie
- 1817
- 1818
- 1819
- 1820
- 1821
- 1822
- 1823
- 1824
- 1825

## Événements
- Janvier : Giovan Pietro Vieusseux, entrepreneur protestant d’origine suisse organise l’opposition libérale toscane et fonde à Florence avec ses amis (Gino Capponi, Raffaello Lambruschini (it), Cosimo Ridolfi) L’Antologia qui cherche à diffuser les idées progressistes parmi l’opinion publique. Leur première préoccupation est l’agriculture, qu’il faut moderniser par des réformes économiques[1].
- 26 janvier - 12 mai : congrès de Laybach. La décision est prise de lancer une opération militaire autrichienne contre la révolution libérale de Naples[2].

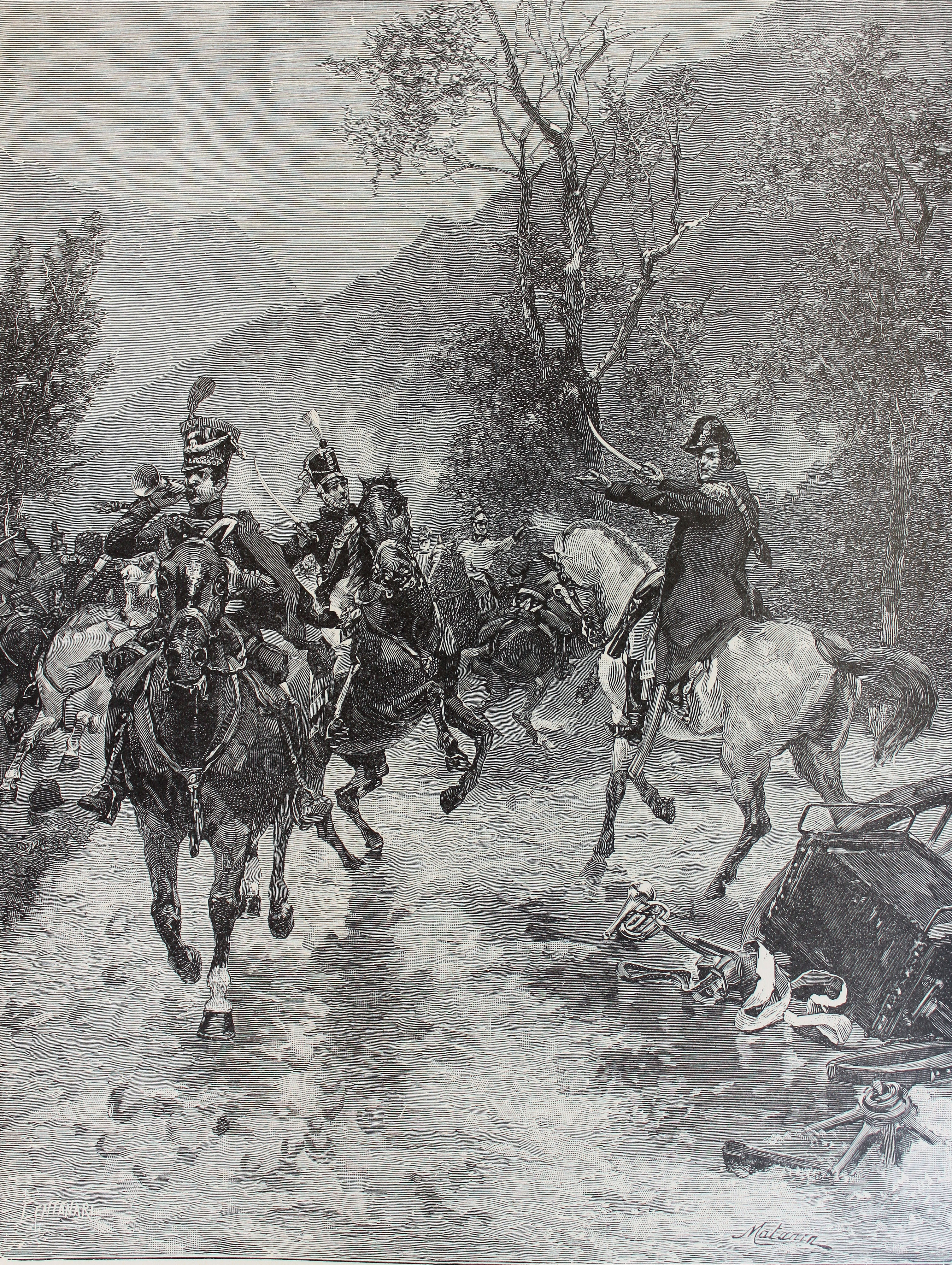
Guglielmo Pepe dans les gorges d'Antrodoco, illustration d'Edoardo Matania.

- 7 - 9 mars : les troupes des insurgés napolitains du général Guglielmo Pepe sont vaincues à Rieti et à Antrodoco[3]. Le souverain légitime est restauré à Naples[4].
- 11 - 12 mars : soulèvement de l’armée au Piémont. L’insurrection gagne Turin et contraint Victor-Emmanuel Ier à abdiquer. Le colonel de Santarosa, ami de l’héritier présomptif Charles-Albert de Savoie-Carignan, accorde son soutien aux insurgés. Une Constitution est proclamée le 16 mars[5].
- 8 avril : intervention des troupes autrichiennes contre l'insurrection libérale piémontaise, qui est vaincue à la bataille de Novare[6]. L’Ancien régime est restauré par Charles-Félix, duc de Modène. La répression s’ensuit. Silvio Pellico, Federico Confalonieri et des milliers de libéraux et de carbonari sont arrêtés ou fuient le pays.

## Culture

### Opéras créés en 1821
- 24 février : Matilde di Shabran, opéra en deux actes melodramma giocoso, appartenant au genre semiseria, de Gioachino Rossini, livret de Jacopo Ferretti[7], créé au Teatro Apollo de Rome ;
- 15 mai : création de La sciocca per astuzia de Giuseppe Mosca, au Teatro alla Scala de Milan ;
- 2 octobre : Donna Aurora dans Donna Aurora o sia Il romanzo all'improvviso de Francesco Morlacchi, au Teatro alla Scala de Milan ;
- 30 octobre : création de Elisa e Claudio (en) de Saverio Mercadante, au Teatro alla Scala de Milan ;

- Corrado Miraglia, chanteur d’opéra (ténor). († 30 décembre 1881)

## Naissance en 1821
- 12 janvier : Carlo Laurenzi, évêque d'Amato, cardinal créé in pectore par le pape Léon XIII, préfet de la Congrégation des rites en 1884 et camerlingue du Sacré Collège en 1889. († 2 novembre 1893)
- 17 janvier : Laura Beatrice Mancini, poétesse. († 17 juillet 1869)
- 19 février : Enrico Cernuschi, banquier, économiste, journaliste et collectionneur d'art. († 11 mai 1896)

- Gabriele Carelli, peintre de vedute, qui réalisa de nombreuses aquarelles orientalistes au cours de ses voyages au Proche-Orient et en Afrique du Nord. († 13 décembre 1900).

## Décès en 1821
- 4 février : Giovanni Battista Lusieri, 66 ans, peintre paysagiste. (° 1755).
- 14 juillet : Luigi Angiolini, écrivain. (° 7 mars 1750)